# Olga Slavnikovová
Olga Alexandrovna Slavnikovová (rusky Ольга Александровна Славникова, * 23. října 1957, Jekatěrinburg (dříve Sverdlovsk), SSSR) je ruská novinářka a spisovatelka, která se stala v roce 2006 laureátkou prestižní ruské Bookerovy ceny za román 2017.

## Život a dílo
Narodila se a vyrůstala v Jekatěrinburgu. Vystudovala Fakultu žurnalistiky na Uralské státní univerzitě. Její první literární práce byly uveřejněné roku 1980. Od roku 2001 žije a pracuje v Moskvě. Má tři děti a dvě vnoučata.
Je autorkou antiutopického románu 2017, který vyšel v edici Sto slovanských románov.

## Překlady z ruštiny

### Slovenské překlady
- 2017. 1. vyd. Bratislava: Literárne informačné centrum (LIC), 2011. 472 S. Překlad: Igor Otčenáš a Zuzana Lorková